# Вест-Гемпфілд Тауншип (округ Ланкастер, Пенсільванія)
Вест-Гемпфілд Тауншип (англ. West Hempfield Township) — селище (англ. township) в США, в окрузі Ланкастер штату Пенсільванія. Населення — 17 020 осіб (2020).

## Демографія
Згідно з переписом 2010 року, у селищі мешкали 16 153 особи в 5999 домогосподарствах у складі 4637 родин. Було 6173 помешкання
Расовий склад населення:
| - 91,1 % — білих - 2,8 % — чорних або афроамериканців - 2,1 % — азіатів - 0,2 % — корінних американців - 2,1 % — осіб інших рас |

До двох чи більше рас належало 1,7 %. Частка іспаномовних становила 6,8 % від усіх жителів.
За віковим діапазоном населення розподілялося таким чином: 25,1 % — особи молодші 18 років, 63,0 % — особи у віці 18—64 років, 11,9 % — особи у віці 65 років та старші. Медіана віку мешканця становила 40,2 року. На 100 осіб жіночої статі у селищі припадало 95,5 чоловіків;  на 100 жінок у віці від 18 років та старших — 92,1 чоловіків також старших 18 років.
Середній дохід на одне домашнє господарство  становив 77 450 доларів США (медіана — 69 936), а середній дохід на одну сім'ю — 88 043 долари (медіана — 78 764). Медіана доходів становила 55 840 доларів для чоловіків та 36 757 доларів для жінок. За межею бідності перебувало 6,1 % осіб, у тому числі 4,5 % дітей у віці до 18 років та 6,2 % осіб у віці 65 років та старших.
Цивільне працевлаштоване населення становило 9146 осіб. Основні галузі зайнятості: освіта, охорона здоров'я та соціальна допомога — 28,0 %, роздрібна торгівля — 16,0 %, виробництво — 15,0 %.